# Casenzano

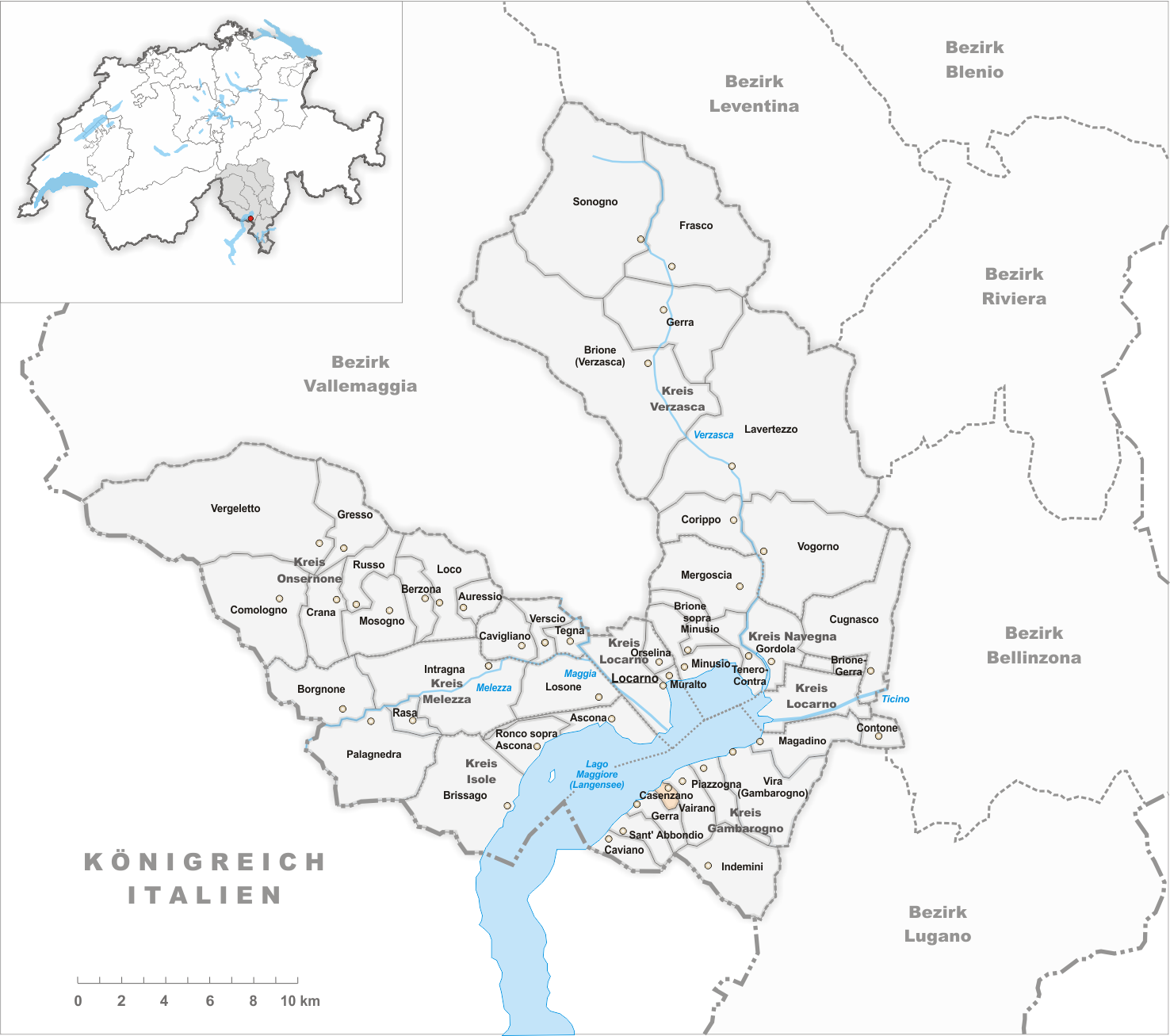
Gemeindestand vor der Fusion am 1. Januar 1930

Casenzano, Vairano (1946)

Casenzano war eine selbständige politische Gemeinde im Bezirk Locarno, Kanton Tessin, Schweiz.

## Geographie
Das Dorf liegt auf einer Höhe von 313 m. ü. M., am linken Ufer des Langensees, im kleinen Valle di Cedullo, 500 m südlich von San Nazzaro TI bei der Zufahrtslinie Luino-Cadenazzo der Schweizerischen Bundesbahnen.

## Geschichte
Das Dorf war selbständige Gemeinde ab 1803.

## Gemeindefusion
1930 fusionierte Casenzano mit der Gemeinde Vairano zur Gemeinde San Nazzaro, die ihrerseits 2010 in der Gemeinde Gambarogno aufging.